# 4830 Thomascooley
4830 Thomascooley este un asteroid din centura principală de asteroizi.

## Descriere
4830 Thomascooley este un asteroid din centura principală de asteroizi. A fost descoperit pe 1 septembrie 1988 la Observatorul La Silla de Henri Debehogne. Asteroidul prezintă o orbită caracterizată de o semiaxă mare de 2,39 ua, o excentricitate de 0,07 și o înclinație de 6,4° în raport cu ecliptica.